# Vittsjö kyrka
Vittsjö kyrka är en kyrkobyggnad i Vittsjö samhälle, omkring två mil norr om Hässleholm. Den tillhör Vittsjö församling i Lunds stift.

## Kyrkobyggnaden
Ursprungliga kyrkan är byggd av gråsten och troligen uppförd vid slutet av 1100-talet. Under 1400-talet försågs kyrkorummets tak med kryssvalv. Ett sidoskepp i norr tillkom 1772. Ett kraftigt kyrktorn med lanternin tillkom 1828 och två år senare byggdes en halvrund sakristia öster om koret. En glasmålning i sakristian och målningar på sidoläktaren utfördes 1938 av Hugo Gelin.

## Inventarier

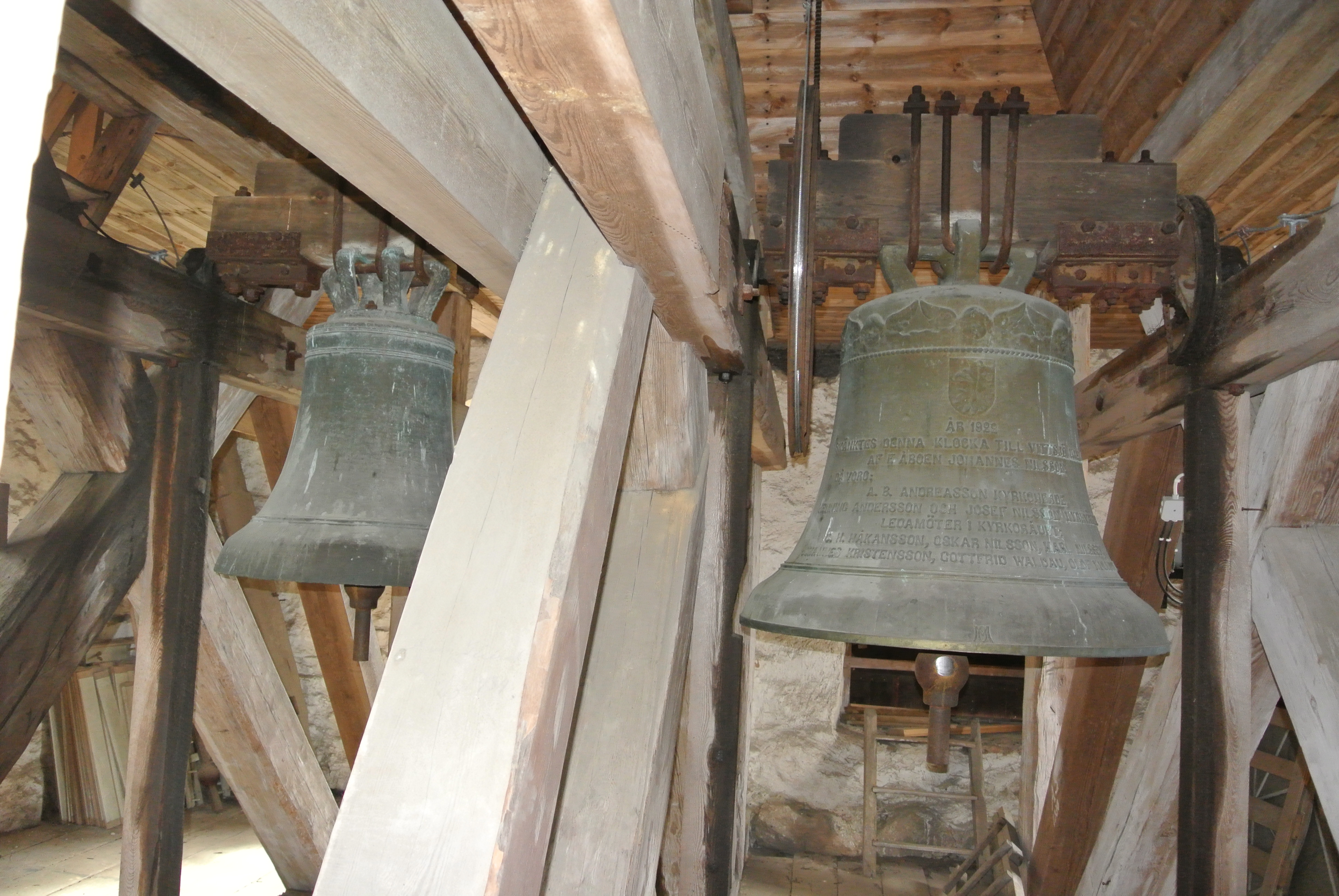
Klockorna

- KlockornaDopfunten från 1100-talet är huggen av sten och består av två delar.
- Ett triumfkrucifix är från omkring år 1500.
- Altaruppsats och predikstol är från omkring år 1590.
- Av tornets kyrkklockor är storklockan från 1922 och lillklockan från 1500-talet.

### Orgel
- Johan Lambert Larsson, Ystad byggde en orgel till kyrkan.
- 1911 byggde Eskil Lundén, Göteborg en orgel med 13 stämmor. Fasaden från Larssons orgeln förändrades något.
- Den nuvarande orgeln byggdes 1976 av Gunnar Carlsson, Borlänge och är en mekanisk orgel. Fasaden är från Larssons orgel.

| Huvudverk I         | Svällverk II      | Pedal         | Koppel |
| Rörflöjt 8'         | Gedackt 8´        | Subbas 16´    | I/P    |
| Principal 4'        | Blockflöjt 4'     | Principal 8'´ | II/P   |
| Kvintadena 4'       | Principal 2'      | Nachthorn 4'  | II/I   |
| Waldflöjt 2'        | Kvint 1 1/3'      | Kvintadena 2' |        |
| Sesquialtera 2 chor | Dulcian 8'        | Fagott 16'    |        |
| Mixtur 4 chor       | Tremulant         |               |        |
|                     | Crescendosvällare |               |        |

### Webbkällor
- Om Vittsjö kyrka på Skåne.com[död länk]
- Åsbo Släkt- och Folklivsforskare
- Demografisk Databas Södra Sverige